# تاسا دا لیگا
تاسا دا لیگا (به پرتغالی: Taça da Liga) (تلفظ در پرتغالی: [ˈtasɐ ðɐ ˈliɣɐ])، که در خارج از پرتغال به عنوان جام اتحادیه پرتغال (به انگلیسی: Portuguese League Cup) شناخته می‌شود، یک رقابت فوتبال باشگاهی سالانه است که توسط لیگ حرفه‌ای فوتبال پرتغال (LPFP) برای تیم هایی که در دو سطح برتر فوتبال پرتغال؛ لیگا پرتغال ۲ و لیگ برتر پرتغال برگزار می‌شود. برخلاف دیگر جام حذفی فوتبال پرتغال، قهرمان این جام واجد شرایط حضور در رقابت‌های اروپایی نیست.
در ۲۸ نوامبر ۲۰۰۶، پیشنهاد اسپورتینگ و بوآویشتا توسط اعضای لیگ حرفه‌ای فوتبال پرتغال تایید و تاسا دا لیگا در فصل ۰۸–۲۰۰۷ تأسیس شد و به سومین رقابت رسمی برای باشگاه‌های حرفه‌ای در پرتغال تبدیل شد، به دلایل حمایت مالی، در حال حاضر این رقابت‌ها با نام آلیانتس کاپ (با کلمه انگلیسی کاپ) شناخته می‌شود.
بنفیکا با کسب هشت جام (که چهار تای آنها به طور متوالی بین سال‌های ۲۰۰۹ تا ۲۰۱۲ بوده است) موفق‌ترین تیم این رقابت‌ها است. آنها پس از شکست دادن رقیب دیرینه خود، اسپورتینگ لیسبون، در فینال ۲۰۲۵، مدافع عنوان قهرمانی فعلی هستند.

## قالب رقابت‌ها
فرمت مسابقات تاسا دا لیگا در طول تاریخ این رقابت‌ها تغییراتی داشته است تا تعداد مسابقات و همچنین درآمد باشگاه‌ها و لیگ حرفه‌ای فوتبال پرتغال را افزایش دهد. از فصل ۲۲–۲۰۲۱، فرمت به شرح زیر است:
دور اول – تک‌بازی بین تمام تیم‌های لیگا پرتغال ۲ (به جز تیم‌های ذخیره یا B)، ده تیم لیگ برتر که در فصل قبل رتبه‌های هفتم تا شانزدهم را کسب کرده‌اند و دو تیم صعود کرده از لیگ دسته دوم که برنده هر بازی به دور بعدی راه پیدا می‌کند.
دور دوم – تک‌بازی بین برندگان دور اول و دو تیم لیگ برتر که در فصل قبل رتبه‌های پنجم و ششم را کسب کرده‌اند. برندگان به دور بعدی راه پیدا می‌کنند.
دور سوم – چهار گروه سه تیمی در یک قالب گردشی بازی می‌کنند که هر کدام شامل دو تیم از برندگان دور دوم و یکی از چهار تیم برتر لیگ دسته اول در فصل قبل است. برندگان هر گروه به دور بعدی راه پیدا می‌کنند.
مرحله حذفی - نیمه نهایی و فینال به صورت یک بازی رفت و برگشت در زمین بی‌طرف برگزار می‌شود.
برای فصل ۲۳–۲۰۲۲، به دلیل فشردگی برنامه مسابقات جام جهانی فوتبال ۲۰۲۲، تمام تیم‌های لیگ دسته دوم و لیگ دسته اول (به جز تیم‌های ذخیره یا B) در ۸ گروه (۶ گروه ۴ تیمی و ۲ گروه ۵ تیمی) قرار گرفتند و برندگان گروه‌ها به مرحله حذفی، شامل یک چهارم نهایی، نیمه نهایی و فینال، راه یافتند. تمام بازی‌های مرحله حذفی به صورت تک‌بازی برگزار شدند و نیمه نهایی و فینال همچنان در یک زمین بی‌طرف برگزار می‌شوند. تمام بازی‌های مرحله گروهی و یک چهارم نهایی در طول تعطیلات جام جهانی برگزار شد.

## فینال‌ها
| فصل     | قهرمان         | نتیجه        | نائب-قهرمان    | تاریخ          | ورزشگاه                           |
| ------- | -------------- | ------------ | -------------- | -------------- | --------------------------------- |
| ۰۸–۲۰۰۷ | ویتوریا ستوبال | ۰–۰ (۳–۲ پ.) | اسپورتینگ      | ۲۲ مارس ۲۰۰۸   | ورزشگاه الگاروه، فارو/لوله        |
| ۰۹–۲۰۰۸ | بنفیکا         | ۱–۱ (۳–۲ پ.) | اسپورتینگ      | ۲۱ مارس ۲۰۰۹   | ورزشگاه الگاروه، فارو/لوله        |
| ۱۰–۲۰۰۹ | بنفیکا (۲)     | ۳–۰          | پورتو          | ۲۱ مارس ۲۰۱۰   | ورزشگاه الگاروه، فارو/لوله        |
| ۱۱–۲۰۱۰ | بنفیکا (۳)     | ۲–۱          | پاسوژ د فریرا  | ۲۳ آوریل ۲۰۱۱  | ورزشگاه سیداد ده کویمبرا، کویمبرا |
| ۱۲–۲۰۱۱ | بنفیکا (۴)     | ۲–۱          | ژیل ویسنته     | ۱۴ آوریل ۲۰۱۲  | ورزشگاه سیداد ده کویمبرا، کویمبرا |
| ۱۳–۲۰۱۲ | براگا          | ۱–۰          | پورتو          | ۱۳ آوریل ۲۰۱۳  | ورزشگاه سیداد ده کویمبرا، کویمبرا |
| ۱۴–۲۰۱۳ | بنفیکا (۵)     | ۲–۰          | ریو آوه        | ۷ مه ۲۰۱۴      | ورزشگاه دکتر ماگالهیز پسوآ، لیریا |
| ۱۵–۲۰۱۴ | بنفیکا (۶)     | ۲–۱          | ماریتیمو       | ۲۹ مه ۲۰۱۵     | ورزشگاه سیداد ده کویمبرا، کویمبرا |
| ۱۶–۲۰۱۵ | بنفیکا (۷)     | ۶–۲          | ماریتیمو       | ۲۰ مه ۲۰۱۶     | ورزشگاه سیداد ده کویمبرا، کویمبرا |
| ۱۷–۲۰۱۶ | موریرنز        | ۱–۰          | براگا          | ۲۹ ژانویه ۲۰۱۷ | ورزشگاه الگاروه، فارو/لوله        |
| ۱۸–۲۰۱۷ | اسپورتینگ      | ۱–۱ (۵–۴ پ.) | ویتوریا ستوبال | ۲۷ ژانویه ۲۰۱۸ | ورزشگاه شهری براگا، براگا         |
| ۱۹–۲۰۱۸ | اسپورتینگ (۲)  | ۱–۱ (۳–۱ پ.) | پورتو          | ۲۶ ژانویه ۲۰۱۹ | ورزشگاه شهری براگا، براگا         |
| ۲۰–۲۰۱۹ | براگا (۲)      | ۱–۰          | پورتو          | ۲۵ ژانویه ۲۰۲۰ | ورزشگاه شهری براگا، براگا         |
| ۲۱–۲۰۲۰ | اسپورتینگ (۳)  | ۱–۰          | براگا          | ۲۳ ژانویه ۲۰۲۱ | ورزشگاه دکتر ماگالهیز پسوآ، لیریا |
| ۲۲–۲۰۲۱ | اسپورتینگ (۴)  | ۲–۱          | بنفیکا         | ۲۹ ژانویه ۲۰۲۲ | ورزشگاه دکتر ماگالهیز پسوآ، لیریا |
| ۲۳–۲۰۲۲ | پورتو          | ۲–۰          | اسپورتینگ      | ۲۸ ژانویه ۲۰۲۳ | ورزشگاه دکتر ماگالهیز پسوآ، لیریا |
| ۲۴–۲۰۲۳ | براگا (۳)      | ۱–۱ (۵–۴ پ.) | اشتوریل        | ۲۷ ژانویه ۲۰۲۴ | ورزشگاه دکتر ماگالهیز پسوآ، لیریا |
| ۲۵–۲۰۲۴ | بنفیکا (۸)     | ۱–۱ (۷–۶ پ.) | اسپورتینگ      | ۱۱ ژانویه ۲۰۲۵ | ورزشگاه دکتر ماگالهیز پسوآ، لیریا |

### عملکرد بر اساس باشگاه
| باشگاه         | قهرمانی‌ها | قهرمانی‌ها                                     | نائب-قهرمانی‌ها | نائب-قهرمانی‌ها         |
| باشگاه         | تعداد     | سال‌ها                                         | تعداد          | سال‌ها                  |
| -------------- | --------- | --------------------------------------------- | -------------- | ---------------------- |
| بنفیکا         | ۸         | ۲۰۰۹، ۲۰۱۰، ۲۰۱۱، ۲۰۱۲ ۲۰۱۴، ۲۰۱۵، ۲۰۱۶، ۲۰۲۵ | ۱              | ۲۰۲۲                   |
| اسپورتینگ      | ۴         | ۲۰۱۸، ۲۰۱۹، ۲۰۲۱، ۲۰۲۲                        | ۴              | ۲۰۰۸، ۲۰۰۹، ۲۰۲۳، ۲۰۲۵ |
| براگا          | ۳         | ۲۰۱۳، ۲۰۲۰، ۲۰۲۴                              | ۲              | ۲۰۱۷، ۲۰۲۱             |
| پورتو          | ۱         | ۲۰۲۳                                          | ۴              | ۲۰۱۰، ۲۰۱۳، ۲۰۱۹، ۲۰۲۰ |
| ویتوریا ستوبال | ۱         | ۲۰۰۸                                          | ۱              | ۲۰۱۸                   |
| موریرنز        | ۱         | ۲۰۱۷                                          | ۰              | —                      |
| ماریتیمو       | ۰         | —                                             | ۲              | ۲۰۱۵، ۲۰۱۶             |
| پاسوژ د فریرا  | ۰         | —                                             | ۱              | ۲۰۱۱                   |
| ژیل ویسنته     | ۰         | —                                             | ۱              | ۲۰۱۲                   |
| ریو آوه        | ۰         | —                                             | ۱              | ۲۰۱۴                   |
| اشتوریل        | ۰         | —                                             | ۱              | ۲۰۲۴                   |

## باشگاه‌های شرکت‌کننده
|    | باشگاه              | شهر                  | سال‌ها | اولین فصل | آخرین فصل | قهرمانی‌ها | نائب-قهرمانی‌ها |
| -- | ------------------- | -------------------- | ----- | --------- | --------- | --------- | -------------- |
| ۱  | بنفیکا              | لیسبون               | ۱۹    | ۲۰۰۸      | ۲۰۲۶      | ۸         | ۱              |
| ۲  | اسپورتینگ           | لیسبون               | ۱۹    | ۲۰۰۸      | ۲۰۲۶      | ۴         | ۴              |
| ۳  | براگا               | براگا                | ۱۹    | ۲۰۰۸      | ۲۰۲۶      | ۳         | ۲              |
| ۴  | پورتو               | پورتو                | ۱۹    | ۲۰۰۸      | ۲۰۲۶      | ۱         | ۴              |
| ۵  | ویتوریا ستوبال      | ستوبال               | ۱۳    | ۲۰۰۸      | ۲۰۲۰      | ۱         | ۱              |
| ۶  | موریرنز             | Moreira de Cónegos   | ۱۴    | ۲۰۱۱      | ۲۰۲۵      | ۱         | ۰              |
| ۷  | ماریتیمو            | فونشال               | ۱۶    | ۲۰۰۸      | ۲۰۲۴      | ۰         | ۲              |
| ۸  | اشتوریل             | اشتوریل              | ۱۷    | ۲۰۰۸      | ۲۰۲۴      | ۰         | ۱              |
| ۸  | پاسوژ د فریرا       | پاسوژ د فریرا        | ۱۷    | ۲۰۰۸      | ۲۰۲۴      | ۰         | ۱              |
| ۱۰ | ریو آوه             | ویلا دو کنده         | ۱۶    | ۲۰۰۸      | ۲۰۲۴      | ۰         | ۱              |
| ۱۱ | ژیل ویسنته          | بارسلوش              | ۱۵    | ۲۰۰۸      | ۲۰۲۴      | ۰         | ۱              |
| ۱۲ | ویتوریا گیماریش     | گیماریش              | ۱۹    | ۲۰۰۸      | ۲۰۲۶      | ۰         | ۰              |
| ۱۳ | سانتا کلارا         | پونتا دلگادا         | ۱۸    | ۲۰۰۸      | ۲۰۲۶      | ۰         | ۰              |
| ۱۴ | ناسیونال            | فونشال               | ۱۷    | ۲۰۰۸      | ۲۰۲۵      | ۰         | ۰              |
| ۱۵ | فیرنسی              | Santa Maria da Feira | ۱۶    | ۲۰۰۸      | ۲۰۲۴      | ۰         | ۰              |
| ۱۵ | لیتشوئس             | ماتوسینوس            | ۱۶    | ۲۰۰۸      | ۲۰۲۴      | ۰         | ۰              |
| ۱۵ | پورتیموننزه         | پرتیمائو             | ۱۶    | ۲۰۰۸      | ۲۰۲۴      | ۰         | ۰              |
| ۱۸ | پنافیل              | پنافیل               | ۱۵    | ۲۰۰۸      | ۲۰۲۴      | ۰         | ۰              |
| ۱۹ | آکادمیکا            | کویمبرا              | ۱۴    | ۲۰۰۸      | ۲۰۲۲      | ۰         | ۰              |
| ۱۹ | اسپورتینگ کوویلیا   | کوویلیا              | ۱۴    | ۲۰۰۹      | ۲۰۲۳      | ۰         | ۰              |
| ۲۱ | دپورتیوو آوش        | Vila das Aves        | ۱۳    | ۲۰۰۸      | ۲۰۲۰      | ۰         | ۰              |
| ۲۱ | اولیویرنسه          | اولیویرا د آزمیس     | ۱۳    | ۲۰۰۹      | ۲۰۲۴      | ۰         | ۰              |
| ۲۳ | بلننسس              | لیسبون               | ۱۲    | ۲۰۰۸      | ۲۰۲۴      | ۰         | ۰              |
| ۲۳ | اروکا               | اروکا                | ۱۲    | ۲۰۱۱      | ۲۰۲۴      | ۰         | ۰              |
| ۲۳ | توندلا              | توندلا               | ۱۲    | ۲۰۱۳      | ۲۰۲۶      | ۰         | ۰              |
| ۲۶ | شاوش                | شاوش                 | ۱۱    | ۲۰۱۰      | ۲۰۲۴      | ۰         | ۰              |
| ۲۷ | اولیاننسه           | اولاو دا رستوراساو   | ۱۰    | ۲۰۰۸      | ۲۰۱۷      | ۰         | ۰              |
| ۲۷ | وارزیم              | پووا د وارزیم        | ۱۰    | ۲۰۰۸      | ۲۰۲۲      | ۰         | ۰              |
| ۲۷ | تروفنس              | تروفا                | ۱۰    | ۲۰۰۸      | ۲۰۲۳      | ۰         | ۰              |
| ۲۷ | بوآویشتا            | پورتو                | ۱۰    | ۲۰۰۸      | ۲۰۲۴      | ۰         | ۰              |
| ۲۷ | آکادمیکو ویزئو      | ویزئو                | ۱۰    | ۲۰۱۴      | ۲۰۲۴      | ۰         | ۰              |
| ۳۲ | بیرامار             | آویرو                | ۸     | ۲۰۰۸      | ۲۰۱۵      | ۰         | ۰              |
| ۳۲ | فرئامونده           | فرئامونده            | ۸     | ۲۰۰۸      | ۲۰۱۷      | ۰         | ۰              |
| ۳۲ | فارنسی              | فارو                 | ۸     | ۲۰۱۴      | ۲۰۲۴      | ۰         | ۰              |
| ۳۲ | فامالیکاو           | ویلا نوا د فامالیکاو | ۸     | ۲۰۱۶      | ۲۰۲۴      | ۰         | ۰              |
| ۳۶ | اونیائو             | فونشال               | ۷     | ۲۰۱۲      | ۲۰۱۸      | ۰         | ۰              |
| ۳۶ | مافرا               | مافرا                | ۷     | ۲۰۱۶      | ۲۰۲۴      | ۰         | ۰              |
| ۳۸ | ناوال               | فیگوئرا دافوش        | ۶     | ۲۰۰۸      | ۲۰۱۳      | ۰         | ۰              |
| ۳۸ | لیریا               | لیریا                | ۶     | ۲۰۰۸      | ۲۰۲۴      | ۰         | ۰              |
| ۳۸ | ویزلا               | ویزلا                | ۶     | ۲۰۰۸      | ۲۰۲۴      | ۰         | ۰              |
| ۴۱ | اتلتیکو کلوب پرتغال | لیسبون               | ۵     | ۲۰۱۲      | ۲۰۱۶      | ۰         | ۰              |
| ۴۱ | استرلا دا آمادورا   | آمادورا              | ۵     | ۲۰۰۸      | ۲۰۲۴      | ۰         | ۰              |
| ۴۳ | Cova da Piedade     | Cova da Piedade      | ۴     | ۲۰۱۷      | ۲۰۲۰      | ۰         | ۰              |
| ۴۳ | بلننسش              | لیسبون               | ۴     | ۲۰۱۹      | ۲۰۲۳      | ۰         | ۰              |
| ۴۳ | کاسا پیا            | لیسبون               | ۴     | ۲۰۲۰      | ۲۰۲۴      | ۰         | ۰              |
| ۴۶ | فاتیما              | فاتیما               | ۳     | ۲۰۰۸      | ۲۰۱۱      | ۰         | ۰              |
| ۴۶ | Vilafranquense      | ویلا فرانکا د شیرا   | ۳     | ۲۰۲۰      | ۲۰۲۳      | ۰         | ۰              |
| ۴۸ | گوندومار            | گوندومار             | ۲     | ۲۰۰۸      | ۲۰۰۹      | ۰         | ۰              |
| ۴۸ | Oriental            | لیسبون               | ۲     | ۲۰۱۵      | ۲۰۱۶      | ۰         | ۰              |
| ۴۸ | تورئنسه             | تورس ودراس           | ۲     | ۲۰۲۳      | ۲۰۲۴      | ۰         | ۰              |
| ۵۱ | Carregado           | Carregado            | ۱     | ۲۰۱۰      | ۲۰۱۰      | ۰         | ۰              |
| ۵۱ | Fafe                | فافه                 | ۱     | ۲۰۱۷      | ۲۰۱۷      | ۰         | ۰              |
| ۵۱ | Real                | کیوئلز               | ۱     | ۲۰۱۸      | ۲۰۱۸      | ۰         | ۰              |
| ۵۱ | AVS                 | Vila das Aves        | ۱     | ۲۰۲۴      | ۲۰۲۴      | ۰         | ۰              |
| ۵۱ | ویلاوردنسه          | ویلا ورد             | ۱     | ۲۰۲۴      | ۲۰۲۴      | ۰         | ۰              |
| ۵۱ | آلورکا              | آلورکا دو ریباتژو    | ۱     | ۲۰۲۶      | ۲۰۲۶      | ۰         | ۰              |

## آمار بازیکنان

### بازی‌ها
تا تاریخ فصل ۲۵–۲۰۲۴
| رتبه | ملیت   | بازیکن           | بازی(ها) | گل(ها) | سال(ها)   | باشگاه(ها)                                                          |
| ---- | ------ | ---------------- | -------- | ------ | --------- | ------------------------------------------------------------------- |
| ۱    | برزیل  | ژاردل            | ۴۳       | ۱      | ۲۰۲۱–۲۰۰۹ | اشتوریل,، اولیاننسه، بنفیکا                                         |
| ۲    | پرتغال | تارانتینی        | ۴۱       | ۵      | ۲۰۲۱–۲۰۰۷ | پورتیموننزه، ریو آوه                                                |
| ۳    | پرتغال | ریکاردو اسگایو   | ۳۹       | ۰      | ۲۰۲۵–۲۰۱۲ | باشگاه فوتبال اسپورتینگ، آکادمیکا، براگا                            |
| ۴    | پرتغال | Gilberto Silva   | ۳۸       | ۳      | ۲۰۲۳–۲۰۰۷ | بوآویشتا، کوویلیا                                                   |
| ۵    | پرتغال | اوکرا            | ۳۷       | ۳      | ۲۰۲۳–۲۰۰۷ | وارزیم, اولیاننسه، پورتو، براگا، ریو آوه، سانتا کلارا               |
| ۵    | پرتغال | پیزی             | ۳۷       | ۹      | ۲۰۲۴–۲۰۰۹ | کوویلیا، پاسوژ د فریرا، بنفیکا، براگا                               |
| ۵    | پرتغال | پائولینو         | ۳۷       | 21     | ۲۰۲۴–۲۰۱۲ | تروفنس، ژیل ویسنته، براگا، اسپورتینگ                                |
| ۸    | پرتغال | Filipe Gonçalves | ۳۶       | ۳      | ۲۰۲۰–۲۰۰۷ | ویتوریا ستوبال، پاسوژ د فریرا، تروفنس، موریرنز، اشتوریل، اولیویرنسه |
| ۹    | پرتغال | Ricardo Pessoa   | ۳۵       | ۷      | ۲۰۱۸–۲۰۰۷ | پورتیموننزه، موریرنز                                                |
| ۹    | پرتغال | ژواو پدرو        | ۳۵       | ۴      | ۲۰۲۲–۲۰۰۷ | بیرامار، لیریا، اولیویرنسه، ناوال، براگا، بلننسس، موریرنز، آکادمیکا |

1. ↑  هنوز فعال است و در پرتغال بازی می‌کند.

### گلزنان

#### برترین گلزنان تمام دوران
تا تاریخ فصل ۲۵–۲۰۲۴
| رتبه | ملیت   | بازیکن        | گل(ها) | بازی(ها) | فصل(ها)   | باشگاه(ها)                                                     |
| ---- | ------ | ------------- | ------ | -------- | --------- | -------------------------------------------------------------- |
| ۱    | پرتغال | پائولینو      | ۲۱     | ۳۷       | ۲۰۲۴–۲۰۱۲ | تروفنس، ژیل ویسنته، براگا، اسپورتینگ                           |
| ۲    | پرتغال | Tozé Marreco  | ۱۲     | ۲۵       | –۲۰۱۰     | آوش، اونیائو، ناوال، توندلا، آکادمیکا                          |
| ۳    | /      | لیدسن         | ۱۱     | ۱۳       | ۲۰۱۳–۲۰۰۷ | اسپورتینگ، پورتو                                               |
| ۴    | برزیل  | ژوناس         | ۱۰     | ۱۵       | ۲۰۱۹–۲۰۱۴ | بنفیکا                                                         |
| ۵    | پرتغال | Hélder Guedes | ۹      | ۳۴       | ۲۰۱۸–۲۰۰۷ | پنافیل، پاسوژ د فریرا، ریو آوه، ویتوریا ستوبال                 |
| ۵    | برزیل  | لیما          | ۹      | ۱۶       | ۲۰۱۵–۲۰۰۹ | بلننسس، براگا، بنفیکا                                          |
| ۵    | پرتغال | رابیولا       | ۹      | ۱۶       | ۲۰۱۵–۲۰۰۷ | پورتو، آوش، پنافیل                                             |
| ۵    | /      | دیگو سوزا     | ۹      | ۲۱       | ۲۰۱۹–۲۰۱۰ | لیتشوئس، توندلا، پورتیموننزه، ماریتیمو، براگا                  |
| ۵    | پرتغال | ادینیو        | ۹      | ۲۲       | ۲۰۲۰–۲۰۰۷ | ماریتیمو، آکادمیکا، براگا، ویتوریا ستوبال، فیرنسی              |
| ۵    | پرتغال | Miguel Rosa   | ۹      | ۲۵       | ۲۰۲۲–۲۰۰۸ | اشتوریل، Carregado، بلننسس، Cova da Piedade، استرلا دا آمادورا |
| ۵    | پرتغال | Clemente      | ۹      | ۲۷       | ۲۰۱۹–۲۰۰۷ | شاوش، اولیویرنسه، سانتا کلارا                                  |
| ۵    | پرتغال | پیزی          | ۹      | ۳۷       | ۲۰۲۴–۲۰۰۹ | کوویلیا، پاسوژ د فریرا، بنفیکا، براگا                          |

#### گلزنان بر اساس فصل
| فصل     | بازیکن           | کشور    | باشگاه            | گل(ها) |
| ------- | ---------------- | ------- | ----------------- | ------ |
| ۰۸–۲۰۰۷ | ماتئوس           | برزیل   | ویتوریا ستوبال    | ۵      |
| ۰۹–۲۰۰۸ | لیدسن            | برزیل   | اسپورتینگ         | ۴      |
| ۱۰–۲۰۰۹ | کارلوس           | برزیل   | لیریا             | ۳      |
| ۱۱–۲۰۱۰ | اوگو ویرا        | پرتغال  | ژیل ویسنته        | ۵      |
| ۱۲–۲۰۱۱ | بابا دیوارا      | سنگال   | ماریتیمو          | ۴      |
| ۱۲–۲۰۱۱ | رودریگو          | اسپانیا | بنفیکا            | ۴      |
| ۱۲–۲۰۱۱ | Miguel Rosa      | پرتغال  | بلننسس            | ۴      |
| ۱۳–۲۰۱۲ | Fabrício         | برزیل   | اسپورتینگ کوویلیا | ۵      |
| ۱۳–۲۰۱۲ | ژوسوئه           | پرتغال  | پاسوژ د فریرا     | ۵      |
| ۱۳–۲۰۱۲ | رافائل پورسلیس   | برزیل   | سانتا کلارا       | ۵      |
| ۱۳–۲۰۱۲ | رابیولا          | پرتغال  | دپورتیوو آوش      | ۵      |
| ۱۴–۲۰۱۳ | Tozé Marreco     | پرتغال  | توندلا            | ۳      |
| ۱۴–۲۰۱۳ | جکسون مارتینز    | کلمبیا  | پورتو             | ۳      |
| ۱۴–۲۰۱۳ | Moreira          | پرتغال  | لیتشوئس           | ۳      |
| ۱۴–۲۰۱۳ | Ricardo Pessoa   | پرتغال  | پورتیموننزه       | ۳      |
| ۱۴–۲۰۱۳ | Wágner           | برزیل   | موریرنز           | ۳      |
| ۱۵–۲۰۱۴ | ژوناس            | برزیل   | بنفیکا            | ۵      |
| ۱۶–۲۰۱۵ | André Carvalhas  | پرتغال  | پورتیموننزه       | ۴      |
| ۱۶–۲۰۱۵ | رائول خیمنز      | مکزیک   | بنفیکا            | ۴      |
| ۱۶–۲۰۱۵ | تالیسکا          | برزیل   | بنفیکا            | ۴      |
| ۱۷–۲۰۱۶ | Welthon          | برزیل   | پاسوژ د فریرا     | ۴      |
| ۱۸–۲۰۱۷ | گونسالو پاسینسیا | پرتغال  | ویتوریا ستوبال    | ۵      |
| ۱۹–۲۰۱۸ | پائولینو         | پرتغال  | براگا             | ۴      |
| ۱۹–۲۰۱۸ | دیگو سوزا        | پرتغال  | براگا             | ۴      |
| ۲۰–۲۰۱۹ | ریکاردو هورتا    | پرتغال  | براگا             | ۴      |
| ۲۰–۲۰۱۹ | Soares           | برزیل   | پورتو             | ۴      |
| ۲۱–۲۰۲۰ | پائولینو         | پرتغال  | براگا             | ۳      |
| ۲۲–۲۰۲۱ | Gustavo Sauer    | برزیل   | بوآویشتا          | ۴      |
| ۲۳–۲۰۲۲ | پائولینو         | پرتغال  | اسپورتینگ         | ۸      |
| ۲۴–۲۰۲۳ | Clayton          | برزیل   | کاسا پیا          | ۴      |
| ۲۵–۲۰۲۴ | ویکتور یوکرش     | سوئد    | اسپورتینگ         | ۴      |

## حامیان مالی
از زمان آغاز به کار (به جز بین سال‌های ۲۰۱۱ تا ۲۰۱۵) تاسا دا لیگا حامیان مالی زیر را داشته است، و این جام با نام‌های مختلفی شناخته شده است:
| دوره      | حامی مالی      | نام جام                                  |
| --------- | -------------- | ---------------------------------------- |
| ۲۰۱۰–۲۰۰۷ | کارلزبرگ       | جام کارلزبرگ (به انگلیسی: Carlsberg Cup) |
| ۲۰۱۱–۲۰۱۰ | بی‌وین          | جام بی‌وین (به انگلیسی: Bwin Cup)         |
| ۲۰۱۵–۲۰۱۱ | بدون حامی اصلی | تاسا دا لیگا                             |
| ۲۰۱۸–۲۰۱۵ | CTT            | تاسا سی‌تی‌تی (به انگلیسی: Taça CTT)       |
| –۲۰۱۸     | آلیانتس        | جام آلیانتس (به انگلیسی: Allianz Cup)    |

## رکوردها
تا تاریخ ۱۱ ژانویه ۲۰۲۵
- بیشترین قهرمانی در مسابقات (تیم): ۸ قهرمانی، بنفیکا
- بیشترین حضور در فینال (تیمی): ۹، بنفیکا
- بیشترین قهرمانی در مسابقات (بازیکن): ۷، لوئیسائو برای بنفیکا
- بیشترین حضور در فینال: (انفرادی): ۶، لوئیسائو برای بنفیکا (۱۱–۲۰۰۹، ۱۶–۲۰۱۴)
- بیشترین بازی (تیمی): ۷۲، اسپورتینگ
- بیشترین بازی (انفرادی): ۴۳، ژاردل
- بیشترین برد (تیمی): ۴۶، بنفیکا

بیشترین گل زده (تیمی): ۱۴۳، بنفیکا
- بهترین گلزن (دوران حرفه‌ای): ۲۱ گل، پائولینو
- بهترین گلزن (فصل): ۵ گل، ماتئوس برای ویتوریا ستوبال (۰۸–۲۰۰۷)، اوگو ویرا برای ژیل ویسنته (۱۱–۲۰۱۰) و ژوناس برای بنفیکا (۱۵–۲۰۱۴)
- بیشترین گل زده در یک بازی (انفرادی): ۴ گل، رابیولا برای آوش مقابل تروفنس, ۲۹ ژوئیه ۲۰۱۲
- بهترین برد: اسپورتینگ ۶–۰ اونیائو، دور سوم، ۲۰ دسامبر ۲۰۱۷
- بهترین برد در فینال: ماریتیمو ۲–۶ بنفیکا، ۲۰ مه ۲۰۱۶
- پرگل‌ترین بازی: ۸ گل، بلننسس ۵–۳ لیتشوئس، دور اول، ۷ اوت ۲۰۱۱ و ماریتیمو ۲–۶ بنفیکا، فینال ۲۰ مه ۲۰۱۶
- بیشترین توالی در ضربات پنالتی برای تعیین قهرمان: ۲۰ – ویتوریا گیماریش ۶–۷ اسپورتینگ (۲۷ سپتامبر ۲۰۰۷)
- جوان‌ترین گلزن در فینال: Bruno Pereirinha، ۲۰ ساله و ۱۹ روز، برای اسپورتینگ مقابل بنفیکا، ۲۰۰۹
- جوان‌ترین بازیکن در فینال: جئوانی کوئندا، ۱۷ سال، ۸ ماه و ۱۳ روز برای اسپورتینگ مقابل بنفیکا، ۲۰۲۵
- جوان‌ترین کاپیتان در فینال: ژوآو موتینیو، ۲۱ سال, ۶ ماه و ۱۴ روز برای باشگاه فوتبال اسپورتینگ vs ویتوریا ستوبال، ۲۰۰۸

## جام مسابقات
از زمان تأسیس جام اتحادیه در سال ۲۰۰۷، این مسابقات ۵ جام رسمی داشته که به باشگاه‌های قهرمان اهدا شده است.

تاسا کارلزبرگ ۲۰۱۰–۲۰۰۷
تاسا بی‌وین ۲۰۱۱–۲۰۱۰
تاسا دا لیگا ۲۰۱۵–۲۰۱۵
تاسا سی‌تی‌تی ۲۰۱۸–۲۰۱۵
جام آلیانتس حال–۲۰۱۸